# Papestra paupercula
Papestra paupercula là một loài bướm đêm trong họ Noctuidae.